# Эдель, Ули
Ули Эдель (нем. Uli Edel, род. 11 апреля 1947 года) — немецкий и американский кинорежиссёр.

## Биография
Эдель родился в Нойенбург-ам-Райне. После получения театрального образования в Мюнхене, был принят в мюнхенскую киношколу Бернда Айхингера. Ули подружился с Айхингером, и они стали сотрудничать на ниве кинопроизводства, разделяя любовь к французской новой волне и итальянскому неореализму, а также популярным американским фильмам. Учась в киношколе, Эдель изучал теорию актёрского мастерства по принципам системы Станиславского и Страсберга. После окончания обучения Ули работал ассистентом режиссёра у Дугласа Сирка и режиссёром двух телевизионных постановок.
Первый самостоятельный фильм Ули снял в 1971 году — это была короткометражка «Маленький солдат» (нем. Der kleine Soldat). В 1980 году он вместе с Берндом Айхингером и сценаристом Германом Вайгелем экранизировали историю подростка-наркомана Кристианы Ф. (нем. Christiane F.) «Мы дети станции Зоо». Шесть лет спустя Эдель, Айхингер и Вайгель вновь объединились, чтобы снять фильм «Последний поворот на Бруклин» по роману Хьюберта Селби.
В 2004 году Эдель снял ТВ-фильм «Кольцо Нибелунгов», основанный на Саге о Вёльсунгах.
Его фильм «Комплекс Баадера — Майнхоф» (2008) был номинирован на BAFTA, «Оскар» и «Золотой глобус» за лучший фильм на иностранном языке.
Также среди работ Эделя фильм «Тело как улика», который был номинирован на шесть наград «Золотая малина» («победа» в категории «Лучшая актриса») и «Распутин» (три премии «Золотой глобус» в 1997 году и три премии «Эмми» в 1996 году.).

## Фильмография
- 1971 — Der kleine Soldat (короткометражный)
- 1973 — Tommy kehrt zurück
- 1978 — Der harte Handel (ТВ)
- 1978 — Das Ding (ТВ-мини-сериал)
- 1981 — Мы дети станции Зоо
- 1984 — Eine Art von Zorn (ТВ)
- 1989 — Последний поворот на Бруклин
- 1993 — Тело как улика
- 1994 — Признание студентки (ТВ)
- 1995 — Распутин (ТВ)
- 1995 — Тайсон (ТВ)
- 1999 — Чистилище (ТВ)
- 2000 — Вампирёныш[англ.]
- 2001 — Туманы Авалона (ТВ)
- 2002 — Короли Техаса (ТВ)
- 2002 — Юлий Цезарь (ТВ-мини-сериал)
- 2003 — Evil Never Dies (ТВ)
- 2004 — Кольцо Нибелунгов (ТВ)
- 2008 — Комплекс Баадера — Майнхоф
- 2010 — Zeiten ändern dich[1]
- 2013 — Das Adlon. Eine Familiensaga (ТВ-мини-сериал)
- 2014 — Гудини (ТВ-мини-сериал)
- 2015 — Врата тьмы

## Награды
- 1989 — Bavarian Film Awards
- 1997 — Golden Globes